# Thorvaldsens Museum
Thorvaldsens Museum er et kunstmuseum på Slotsholmen i København ved siden af Christiansborg.
Museet rummer en lang række af Bertel Thorvaldsens værker: originale gipsmodeller, der blev brugt ved fremstillingen af hans endelige marmor- og bronzeværker. Museet ejer en lang række malerier, antikker, erotika, tegninger og grafik, som Thorvaldsen samlede, og en række genstande, som han brugte i sin dagligdag. Siden 2012 har afstøbningerne efter antikken og renæssancen været udstillet i underetagen.

## Bygningen
Museet er opført 1839-1848 efter en offentlig indsamling i 1837 og er tegnet af Michael Gottlieb Bindesbøll. Det blev opført på fundamentet af Christiansborgs tidligere vogngård på affaldspladsen Skarnholm.
Frisen på museets ydermur skildrer Thorvaldsens hjemkomst fra Rom i 1838. Den er lavet af maleren Jørgen Sonne. Den forfaldt og blev 1949-59 trukket af muren og erstattet af en kopi lavet af maleren Axel Salto.
Thorvaldsen døde fire år før museet stod færdigt. En uge inden museet slog dørene op, blev hans kiste flyttet fra Vor Frue Kirke til gravkammeret i museets indre gård.

### Inspiration fra antikken
Thorvaldsens Museum blev bygget under nyklassicismen, hvilket tydeligt kan ses på museet. Der er hentet inspiration fra antikken, mere bestemt: det peripterale tempel - Jo længere man bevæger sig ind i templet desto mere helligt bliver det.
Museet er symmetrisk opbygget, har en frise og pilastre. En pilaster er en form for flad søjle der er en del af murværket. En frise er normalt en række skulpturer på forsiden af et tempel, der typisk beretter om en mytisk fortælling. For Thorvaldsens museum er frisen dog hele vejen rundt om templet og malet på i stedet for skulpturer, hvilket ansås for at være nyskabende. Frisen handler om Thorvaldsens hjemkomst samt alle hans værker.
Thorvaldsens Museum er hellenistisk inspireret, idet det blander de tre klassiske antikke stilarter, dorisk, jonisk og korintisk. Mere specifikt har Thorvaldsens Museum fundet inspiration i Parthenons tempel, der har mange lignende elementer.

## Direktion
- A.P. Grüner
- Hother Hage
- 1932-1963 Sigurd Schultz
- 1963-1989 Dyveke Helsted
- 1989-2016 Stig Miss
- 2017- Annette Johansen